# Culex annulirostris
Espèce
Culex annulirostris est une espèce d'insectes diptères, un moustique du genre Culex.